# Trigonospora zeylanica
Trigonospora zeylanica är en kärrbräkenväxtart som först beskrevs av Ren-Chang Ching, och fick sitt nu gällande namn av Sledge. Trigonospora zeylanica ingår i släktet Trigonospora och familjen Thelypteridaceae. Inga underarter finns listade.